# Пештера (Констанца)
Пештера (рум. Peștera) — село у повіті Констанца в Румунії. Адміністративний центр комуни Пештера.
Село розташоване на відстані 164 км на схід від Бухареста, 40 км на захід від Констанци, 138 км на південь від Галаца.

## Населення
За даними перепису населення 2002 року у селі проживали 1818 осіб.
Національний склад населення села:
| Національність | Кількість осіб | Відсоток |
| -------------- | -------------- | -------- |
| румуни         | 1804           | 99,2%    |
| цигани         | 10             | 0,6%     |

Рідною мовою назвали:
| Мова      | Кількість осіб | Відсоток |
| --------- | -------------- | -------- |
| румунська | 1805           | 99,3%    |
| циганська | 11             | 0,6%     |